# Lomtjärnen (Färnebo socken, Värmland)
Lomtjärnen är en sjö i Filipstads kommun i Värmland och ingår i Göta älvs huvudavrinningsområde.